# 法爾河

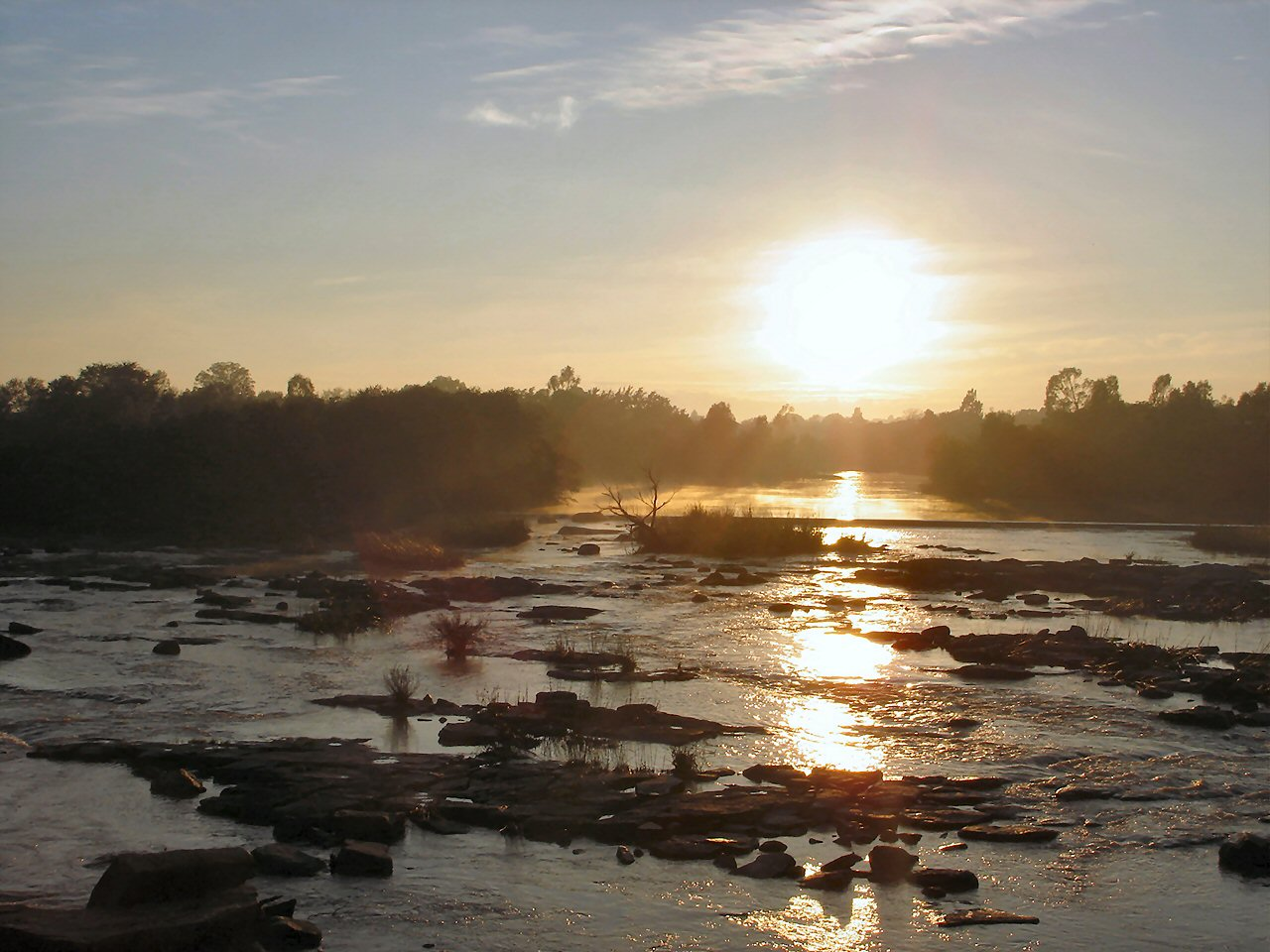
法尔河

法尔河（南非語發音：[ˈfɑːl]）是南非奥兰治河最大的支流，瓦爾河的源頭在姆普马兰加省的德拉肯斯山脉，在金伯利与橘河汇流。海拔1829公尺，全長約1120公里。在荷蘭語（后演变为南非语）中为“灰色”之意，因河水泛滥时的颜色而得名。